# Hosszú-mezői 1. sz. üreg
A Hosszú-mezői 1. sz. üreg a Tihanyi-félszigeten, a Balaton-felvidéki Nemzeti Park területén található egyik üreg. Nem barlang.

## Leírás
A szarkádi Hosszú-mező ÉNy-i részének egyik gejzírkúpjában van. Megtekintéséhez a Belső-tót a Szarkáddal összekötő szekérúton haladva a hosszú-mezői D-i út elágazásáig kell menni. A Hosszú-mezőre két, egymástól 50–60 m-re lévő nagyjából párhuzamos út vezet. Innen kb. 50 m-t kell megtenni DK felé és balról található a két barlangromot tartalmazó forráskúp. A Hosszú-mezői 1. sz. üreg a kúp ÉK-i tövében helyezkedik el. A Hosszú-mezői 2. sz. üreg a kúp DK-i oldalában van.
Az üreg előterét félkör formájú 2–2,5 m mély beszakadás alkotja. A beszakadás szélessége 3 m körüli. A barlangméretet el nem érő üreg 60 cm széles, 150 cm magas bejárata ÉK felé néz. A bejáratot egyetlen, 150 cm hosszú és ugyanilyen magas, bonyolult formájú üreg követi. Befoglaló kőzete lyukacsos, kevésbé meszes hidrokvarcit. Falain és mennyezetén az oldásos formák jól felismerhetők. Alját és előterét laza kőtörmelék alkotja. Ny-i falába felül gyökerek lyukadtak be. Feltárása barlangméretűvé tenné az üreget.
Előfordul az üreg az irodalmában Hosszú-mező 1. ürege (Eszterhás 1983), Hosszú-mezői 1.sz. üreg (Eszterhás 1989) és Hosszú-mezői 1. üreg (Eszterhás 1987) neveken is. 2001-ben volt először Hosszú-mezői 1. sz. üregnek nevezve az üreg az irodalmában.

## Kutatástörténet
1983-ban történt az üreg első, írott említése. Ekkor Eszterhás István említette meg, bár valószínűleg régebben ismert üreg. 1983-ban Eszterhás István és Jákói István mérték fel az üreget, majd Eszterhás István a felmérés alapján elkészítette az üreg alaprajz térképét. Kordos László 1984-ben megjelent könyvének országos barlanglistájában nem szerepel az üreg neve.
1987-ben Eszterhás István írta le részletesen az üreget. Az Eszterhás István által 1989-ben írt, Magyarország nemkarsztos barlangjainak listája című kéziratban az olvasható, hogy a Bakony hegységben, a 4463-as barlangkataszteri területen, Tihanyban létezett Hosszú-mezői 1.sz. üreg gejziritben alakult ki. Az ismeretlen méretű barlang le van fejtve. A listában meg van említve az a Magyarországon, nem karsztkőzetben kialakult, létrehozott 220 objektum (203 barlang és 17 mesterséges üreg), amelyek 1989. év végéig váltak ismertté. Magyarországon 40 barlang keletkezett gejziritben. Az összeállítás szerint Kordos László 1984-ben kiadott barlanglistájában fel van sorolva 119 olyan barlang is, amelyek nem karsztkőzetben jöttek létre.
Az Eszterhás István által 1993-ban írt, Magyarország nemkarsztos barlangjainak lajstroma című kéziratban meg van említve, hogy a Bakony hegységben, a 4463-as barlangkataszteri területen, Tihanyban helyezkedett el a Hosszú-mezői 1. sz. üreg. A gejziritben keletkezett barlang le van fejtve. Az összeállításban fel van sorolva az a Magyarországon, nem karsztkőzetben kialakult, létrehozott 520 objektum (478 barlang és 42 mesterséges üreg), amelyek 1993 végéig ismertté váltak. Magyarországon 40 barlang, illetve mesterségesen létrehozott, barlangnak nevezett üreg alakult ki, lett kialakítva gejziritben. A Bakony hegységben 123 barlang jött létre nem karsztkőzetben. A 2001. november 12-én készült, Magyarország nemkarsztos barlangjainak irodalomjegyzéke című kézirat barlangnévmutatójában szerepel a Hosszú-mezői 1. sz. üreg. A barlangnévmutatóban fel van sorolva 7 irodalmi mű, amelyek foglalkoznak az üreggel.

## További irodalom
- Eszterhás István: A Tihanyi-félsziget barlangkatasztere. Kézirat. Isztimér, 1984. (A kézirat megtalálható a Magyar Karszt- és Barlangkutató Társulat Adattárában és a KvVM Barlang- és Földtani Osztályon.) (Néhány oldallal és fényképpel bővebb, mint az 1987-es nyomtatott változat.)
- Eszterhás István: A Bakony nemkarsztos barlangjainak genotipusai és kataszteri jegyzéke. Kézirat. Budapest, 1986. Szerződéses munka az Országos Környezet- és Természetvédelmi Hivatalnak.